# Bahnhof Vișeu de Jos

Der Bahnhof Vișeu de Jos (alte Schreibweise Vișeul de Jos) ist ein Bahnhof im Kreis Maramureș in Rumänien, an dem die Bahnstrecke Salva–Vișeu de Jos in die Bahnstrecke Valea Vișeului–Borșa mündet.
Der Bahnhof befindet sich am südlichen Rand der Gemeinde Vișeu de Jos und erstreckt sich in West-Ost-Richtung.

## Geschichte und Betrieb

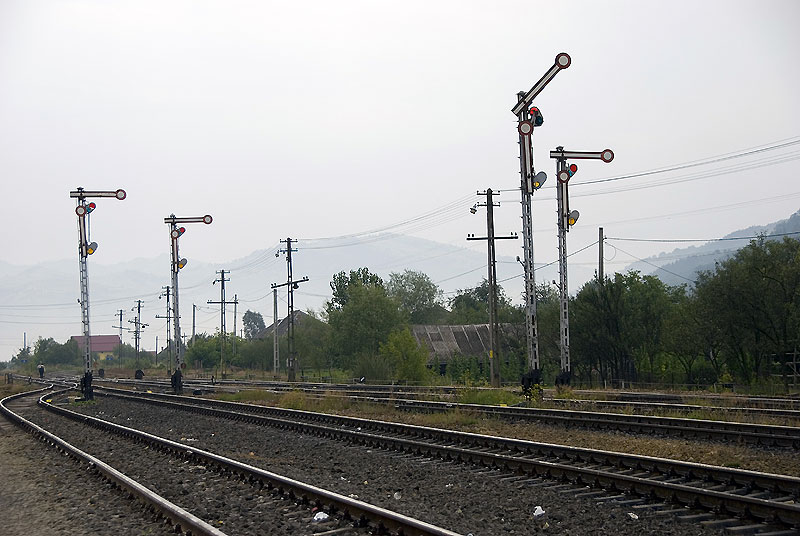
Ausfahrsignale am westlichen Bahnhofskopf (2007)

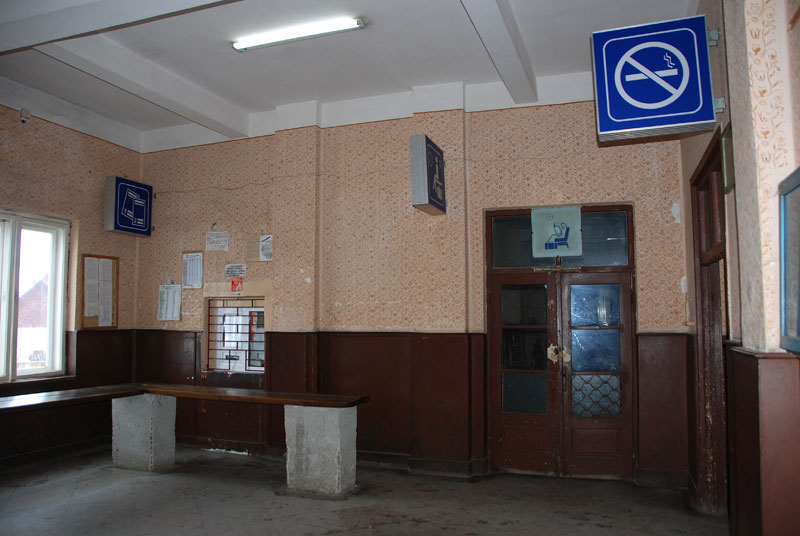
Fahrkartenausgabe (2007)

Der Bahnhof wurde 1913 mit der Bahnstrecke Valea Vișeului–Borșa eröffnet. 1997 wurde der Personenverkehr zwischen Vișeu de Jos und Borșa eingestellt.
In Richtung Valea Vișeului verkehren täglich zwei bis fünf, in Richtung Salva lediglich ein bis zwei Zugpaare. Es besteht eine Direktverbindung nach Cluj-Napoca.
Im Oktober 2024 wurde bekannt, dass CFR Călători keine Möglichkeit zum Einsatz von leichteren Diesellokomotiven oder Dieseltriebwagen hat, die aufgrund zweier sanierungsbedürftiger Viadukte auf der Strecke Salva–Vișeu de Jos vom staatlichen Infrastrukturbetreiber Compania Națională de Căi Ferate für die weitere Befahrung gefordert werden. Der Verkehr auf der Gesamtstrecke von Salva über Vișeu de Jos und Valea Vișeului bis Sighetu Marmației könnte somit zum Fahrplanwechsel im Dezember 2024 gänzlich eingestellt werden. Am 25. Oktober 2024 gab CFR in einer Pressemitteilung bekannt, auch im Jahr 2025 weiterhin fünf Zugpaare betreiben und diese zusätzlich bis Cluj-Napoca durchbinden zu wollen.
Der Bahnhof besitzt an beiden Enden je ein mechanisches Wärterstellwerk. Abweichend von den übrigen Bahnhöfen der anliegenden Strecken verfügt jedes Hauptgleis über ein eigenes Ausfahrsignal. Im Empfangsgebäude befinden sich Warteräume und eine Fahrkartenausgabe. Es existieren drei höhengleich zugängliche Bahnsteiggleise.